# 빛과 소금 (밴드)
빛과 소금은 대한민국의 밴드이다. 봄여름가을겨울과 함께 90년대 초중반 한국에 퓨전재즈를 널리 알린 명밴드로, 현재 멤버는 초등학교 동창이자 같은 해군홍보단 출신이었던 장기호와 박성식이며, 한경훈은 2집 이후 밴드를 탈퇴했다.

## 현재 구성원
- 장기호
- 박성식

## 이전 구성원
- 한경훈

## 음반
1990년 1집 《샴푸의 요정》
1991년 2집 《내 곁에서 떠나가지 말아요》
1992년 3집 《빛과 소금3》
1994년 4집 《오래된 친구》
1996년 5집 《Truth》

### 비정규 음반
1993년 언플러그드 《Unplugged》